# Richard Waghorn
Henry Richard Danvers Waghorn (Brompton, 6 settembre 1904 – Aldershot, 7 maggio 1931) è stato un aviatore e militare britannico, vincitore dell'edizione della Coppa Schneider tenutasi a Calshot, Gran Bretagna, il 6 settembre 1929.

## Biografia
Nacque a Brompton, Londra, il 6 settembre 1904, figlio di un ingegnere civile.
Nel 1924 entrò come cadetto al Royal Air Force College di Cranwell, e quando ne uscì nel mese di agosto ricevette una spada d'onore per essere risultato il miglior cadetto del suo corso. Venne assegnato al No.17 Squadron equipaggiato con i caccia Sopwith Snipe. Dopo alcuni anni di servizio venne inviato a frequentare il corso per istruttore presso la Central Flying School, al cui termine vi rimase in servizio come istruttore di volo qualificato. Nel febbraio 1929 fu inviato al Marine Aircraft Experimental Establishment di Felixstowe per addestrarsi all'interno della squadra britannica che doveva partecipare all'edizione della Coppa Schneider del 1929. 
Dopo aver completato l'addestramento, la squadra britannica si trasferì a Calshot nell'aprile 1929, preparandosi a competere contro le squadra francesi, italiane e statunitensi. La gara si svolse il 6 settembre ed egli la vinse volando sull'idrocorsa Supermarine S.6, completando il percorso in 39 min 42 secondi ad una velocità media di 529 km/h (328,63 mph). Conquistò pure il record di velocità per idrovolanti, anche se il compagno di squadra Richard Atcherley fece registrare velocità più alte quando completò i suoi giri del circuito. La Gran Bretagna conquistò il trofeo per la seconda volta consecutiva, dopo quella ottenuta nel 1927.  Decorato con l'Air Force Cross, continuò a volare nell'ambito sperimentale degli aerei a grande velocità  in seno al RAF High Speed Flight.
Aveva sposato Dollie Watson il 15 giugno 1929, e la copia ebbe un figlio, John.
Il 5 maggio 1931 stava effettuando un volo di prova su un biplano Hawker Horsley, decollato da Farnborough, quando perse il controllo dell'aereo a causa di forti venti. Lui e il suo passeggero, un assistente civile di nome E.R. Alexander, si lanciarono con il paracadute.  Alexander atterrò sul tetto di una fabbrica riportando ferite lievi, ma egli rimase gravemente ferito e morì il 7 maggio successivo presso l'ospedale di Aldershot dove era stato ricoverato. Lo Horsley era utilizzato per effettuare esperimenti con vari tipi di radiatori ed era equipaggiato con un propulsore Rolls-Royce Buzzard al posto del normale Condor di serie. La successiva inchiesta emise un verdetto di morte accidentale.

### Carriera sportiva
Waghorn fu anche un atleta poliedrico, e praticò rugby e sci alpino. Dalla metà degli anni venti, trascorreva regolarmente l'inverno in Svizzera. Nel 1926 entrò nel Downhill Only Ski Club insieme a suo fratello David. Tale club stato fondato un anno prima a Wengen come concorrente del Kandahar Ski Club di Arnold Lunn e fu il secondo club di sci per sciatori di lingua inglese in Svizzera esclusivamente orientato allo sci alpino. 
Dopo che il 14 febbraio 1928, il segretario del club Donald Dalrymple era deceduto in un incidente causato da una valanga a Eggishorn, egli ne assunse le funzioni ricoprendo anche l'incarico di vicepresidente sotto il maggiore C.J. White, occupandosi con successo della sopravvivenza del club. Dal 1929 fino alla sua morte, ne ricoprì l'incarico di presidente.
All'undicesimo Campionato britannico di sci a Wengen nel 1930, ottenne il secondo posto nella discesa libera. Primo sciatore del Downhill Only Ski Club ad entrare nella squadra nazionale sciistica della Gran Bretagna, nel 1931 alla gara internazionale FIS a Mürren, che è oggi considerata il primo campionato mondiale di sci alpino. Terminò al diciottesimo posto nella discesa del Wintereggstrecke, classificandosi al quarto posto nella squadra britannica. Successivamente si rifiutò di partecipare alla gara di slalom speciale. Nella discesa libera speciale di Grütsch-Lauterbrunnen si classificò al 20º posto. 
Nello stesso anno partecipò alla Internationales Inferno-Rennen di Mürren, ma non riuscì ad arrivare nei primi posti.

### Fonti
1. 1 2 3 4  Mancini 1936, p. 605.
2. 1 2 3 4 5 6 7  Flight Lieutenant Waghorn Winner Of The Schneider Trophy Race. Obituaries, in The Times (45817). London. 8 May 1931. col B, p.11.
3. 1 2  The London Gazette.
4. 1 2 3  "Flight Lieutenant Waghorn - Verdict of Accidental Death", News, in The Times (45823). London. 15 May 1931. col E, p.21.
5. ↑  Mason 1991, p. 136.
6. ↑   Editorial Comment: Martyrs to Science, in Flight, 15 maggio 1931,  pp. 419-420.
7. ↑  A fleeting peace. Flt-Lt Henry Richard Danvers Waghorn Archiviato il 4 dicembre 2017 in Internet Archive.; auf: afleetingpeace.org; abgerufen am 3. Dezember 2017.
8. 1 2 3  DHO Wengen. Alpine skiing, our small part in its creation. auf: downhillonly.com; abgerufen am 6. Dezember 2017 (PDF-Datei)
9. ↑  Officers, Committee and Member´s List Archiviato il 7 dicembre 2017 in Internet Archive. in: D.H.O. Journal 1967 vom November 1967, S. 61; abgerufen am 6. Dezember 2017 (PDF-Datei)